# Rogério (Vorname)
Rogério ist die portugiesische Form des männlichen Vornamens Rüdiger.

## Namensträger
- Rogério Márcio Botelho (* 1979), brasilianischer Fußballspieler, siehe Gaúcho (Fußballspieler, 1979)
- Ricardo Rogério de Brito (* 1961), brasilianischer Fußballspieler, siehe Alemão (Fußballspieler, 1961)
- Rogério Ceni (* 1973), brasilianischer Fußballspieler
- Nilton Rogério Fernandes (* 1979), kapverdischer Fußballspieler, siehe Nilton Fernandes
- Rogério Leichtweis (* 1988), paraguayisch-brasilianischer Fußballspieler
- Rogério Oliveira da Silva (* 1998), brasilianischer Fußballspieler, siehe Rogério (Fußballspieler, 1998)
- Tarciso Rogério Pereira (* 1980), brasilianischer Fußballspieler, siehe Melinho
- Rogério Romero (* 1969), brasilianischer Schwimmer
- Rogério Sampaio (* 1967), brasilianischer Judoka
- Deivson Rogério da Silva (* 1985), brasilianischer Fußballspieler, siehe Bobô
- Luiz Rogério da Silva (* 1980), brasilianischer Fußballspieler, siehe Rogério (Fußballspieler, 1980)